# В'яз шорсткий

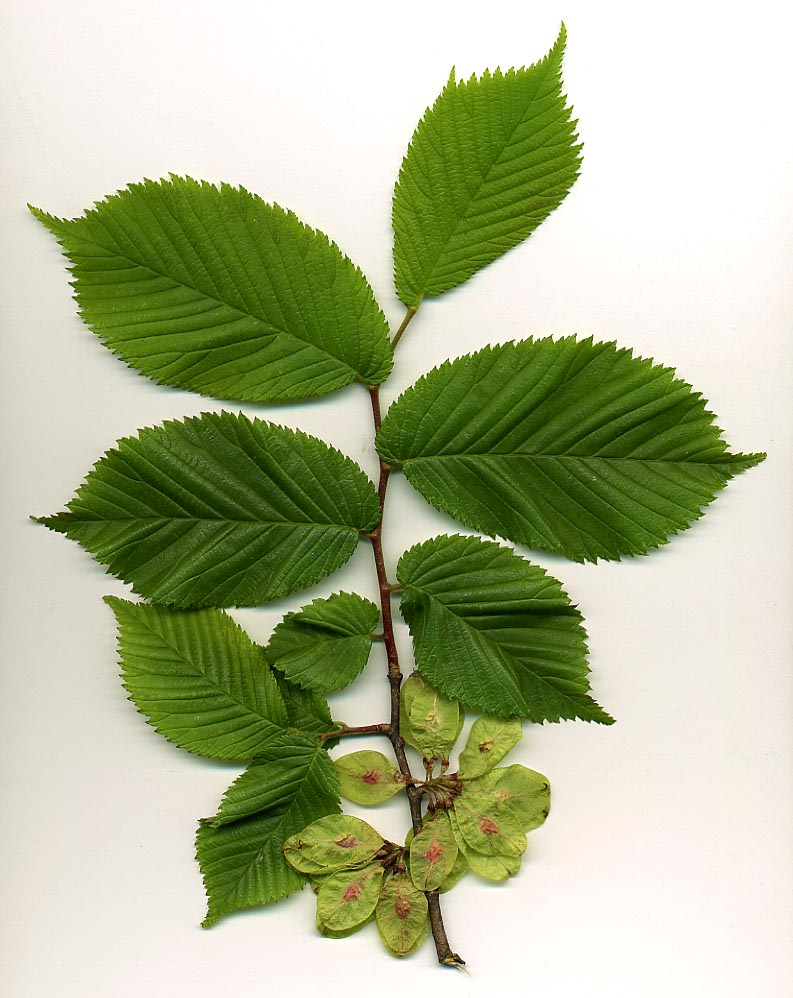
гілка в'яза шорсткого

В'яз шорсткий (Ulmus glabra Huds.), в'яз гірський, або ільм — вид дерев з родини в'язових.
Відрізняється від інших в'язів гладенькою світлою корою і товстими темно-бурими запушеними пагонами. Листки на коротких черешках, зісподу шорстковолохаті, зверху гострошорсткі, великі (8-20 см завдовжки, 5-12 см заввишки), при основі більш-менш симетричні. Крилатки великі (до 3 см завдовжки), зеленуваті та голі. Росте як супутник дуба в широколистяних лісах, зрідка в другому ярусі. Тіньовитривала рослина.